# Devgarh
Devgarh là một thành phố và khu đô thị của quận Rajsamand thuộc bang Rajasthan, Ấn Độ.

## Địa lý
Devgarh có vị trí 25°32′B 73°54′Đ / 25,53°B 73,9°Đ Nó có độ cao trung bình là 638 mét (2093 feet).

## Nhân khẩu
Theo điều tra dân số năm 2001 của Ấn Độ, Devgarh có dân số 16.500 người. Phái nam chiếm 51% tổng số dân và phái nữ chiếm 49%. Devgarh có tỷ lệ 65% biết đọc biết viết, cao hơn tỷ lệ trung bình toàn quốc là 59,5%: tỷ lệ cho phái nam là 76%, và tỷ lệ cho phái nữ là 54%. Tại Devgarh, 16% dân số nhỏ hơn 6 tuổi.